# Adobe Photoshop Album
Adobe Photoshop Album é um programa descontinuado da Adobe Systems que permite organizar fotografias ou imagens digitais. Realiza várias tarefas: importar, organizar, editar, pesquisar e partilhar coleções de fotografias. Foi substituído pelo Adobe Photoshop Elements 5.0.

## Características
O Adobe Photoshop Album cataloga as imagens quando se liga uma máquina fotográfica digital, ou em fotografias e imagens já presentes no disco rígido do computador. Pode interpretar a informação EXIF de fotografias (quando a máquina fotográfica tem essa capacidade e grava a informação no ficheiro da fotografia), e assim associar a cada imagem várias informações:
- marca da máquina fotográfica
- modelo da máquina fotográfica
- obturador utilizado
- tamanho e resolução da imagem
- formato de arquivo
- profundidade de cor
- perfil de cor
- modo de flash
- tempo de exposição
- fotogramas (caso seja um vídeo)
- data em que a fotografia foi tirada.

Posteriormente, no Adobe Photoshop Album podem ser adicionadas outras informações para facilitar pesquisas por palavras:
- palavras-chave
- título
- autor
- assunto
- comentários
- entre outros

## Similares
Existe uma versão gratuita deste programa, denominada Adobe Photoshop Album Starter Edition, mas como é obvio, com menos funções.
É semelhante a outros programas:
- iPhoto, um programa da Apple Computer incluído nas últimas versões do sistema operativo do Macintosh;
- Picasa da empresa Google
- Portfolio da Extensis